# Carrie Underwood

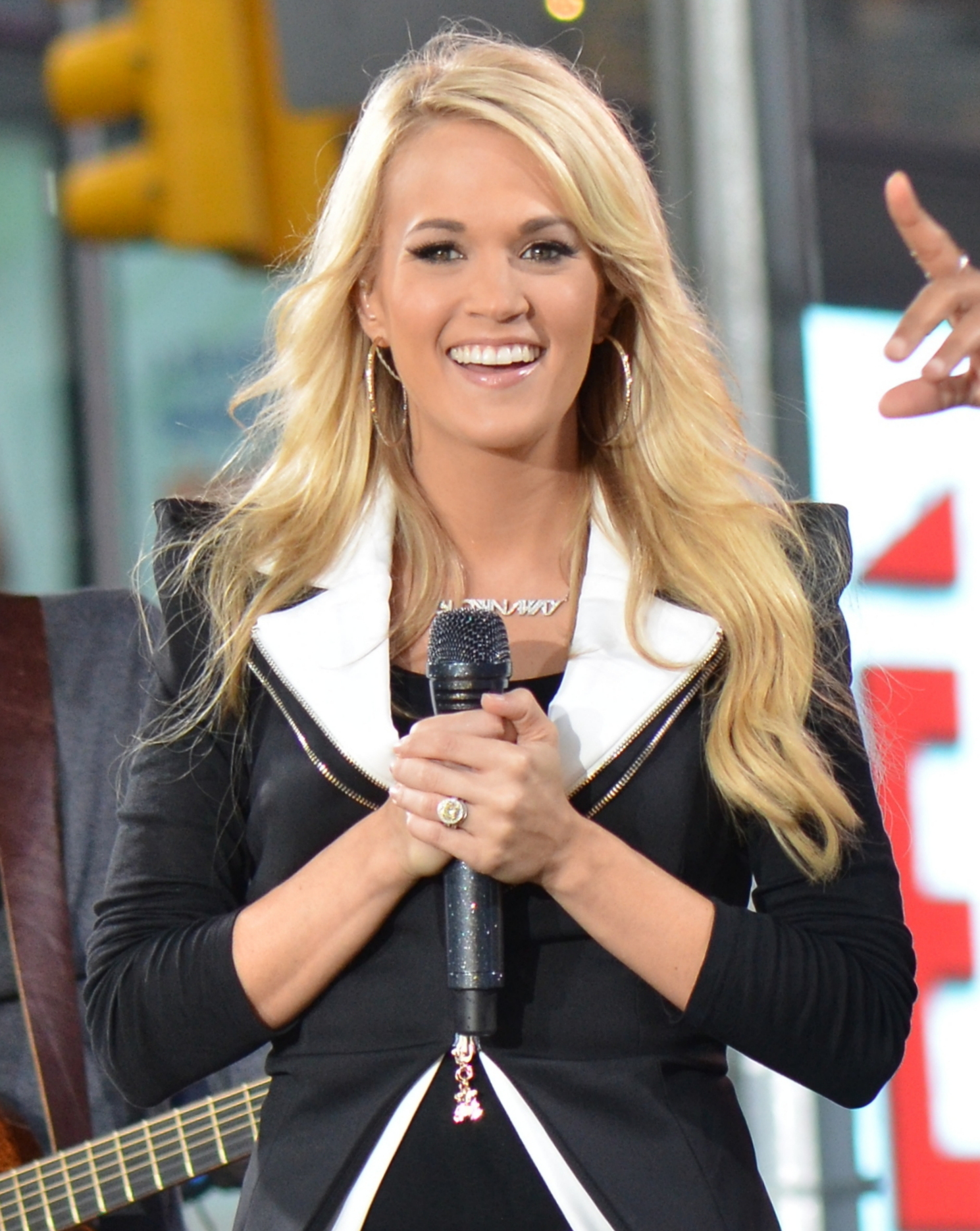
Carrie Underwood (2012)

Carrie Marie Underwood (* 10. März 1983 in Muskogee, Oklahoma) ist eine US-amerikanische Country-Sängerin. Ihre Karriere begann 2005 mit dem Sieg in der vierten Staffel der US-amerikanischen Castingshow American Idol.

## Kindheit und Jugend
Underwood wuchs als drittjüngste Tochter des Papierfabrikarbeiters Stephen und der Lehrerin Carole Underwood auf einer Farm in Checotah in Oklahoma auf. Als Mitglied der Free Will Baptist Church sang sie schon in frühen Jahren in der Kirche. Nach dem High-School-Abschluss 2001 besuchte sie die Northeastern State University in Tahlequah. 2006 beendete sie ihr Studium mit dem Bachelorabschluss in Kommunikation und Journalismus.

## Karriere

### 2005–2006:Some Hearts

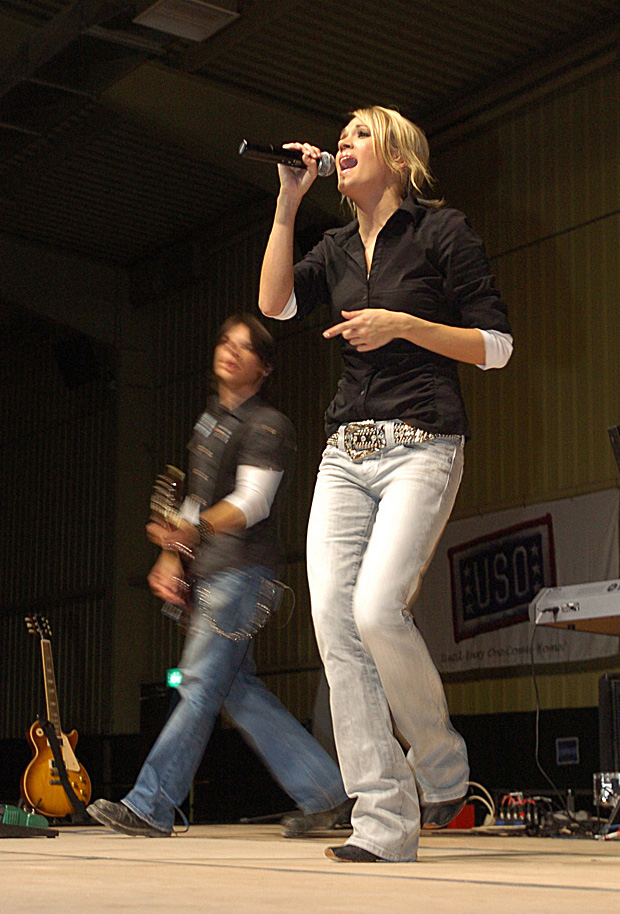
Underwood in Tikrit (Irak) (2006)

Im Mai 2005 setzte sich Underwood im Finale der Casting-Show American Idol gegen den Rocksänger Bo Bice durch. Mit dem Sieg war ein Plattenvertrag von Arista Records verbunden. Underwoods erste Single Inside Your Heaven erschien in den USA im Juni 2005, verkaufte sich in der ersten Woche über 100.000 Mal und stieg auf Anhieb auf Platz 1 der Singlecharts Billboard Hot 100 ein. Insgesamt verkaufte sich ihre Debütsingle über 200.000 Mal, was ihr ihre erste Platin-Schallplatte bescherte.
Das Album Some Hearts mit Songbeiträgen unter anderem von Diane Warren stieg auf Platz 2 der US-amerikanischen Hitparade ein und hielt sich dort 19 Wochen. Die zweite Single Jesus, Take the Wheel erreichte die Top 20 und verkaufte sich ebenfalls mehr als 200.000 Mal, wofür sie erneut Platin erhielt. 2005 wurde die Single Some Hearts veröffentlicht, die Platz 12 der US-amerikanischen Adult-Top-40 erreichte. 2006 konnte sich ihr Song Don’t Forget to Remember Me in den Top 50 der offiziellen US-Singlecharts platzieren.
Auch in Kanada konnte Underwood 2005 und 2006 Erfolge verzeichnen. Im Gegensatz zu anderen American Idol-Siegern wie Kelly Clarkson wechselte Underwood nach ihrem Sieg zur Country-Musik, womit sie große Erfolge in den entsprechenden Charts feierte. Dafür wurde sie 2006 mit vier Billboard-Awards belohnt. Neben countrylastigen Songs hat Underwood auch klassisch instrumentierte Pop-Hymnen für Some Hearts wie I Just Can’t Live a Lie und Starts With Goodbye aufgenommen.
Billboard veröffentlichte Anfang 2007 eine Liste mit den meistverkauften Alben des Jahres 2006. Underwood erreichte mit ihrer Debütplatte Platz eins. Some Hearts wurde in den USA fünfmal mit Platin ausgezeichnet. Außerdem trat sie in der Sitcom How I Met Your Mother als Tiffany auf.

### 2007:Carnival Ride
Ihr zweites Album Carnival Ride wurde im Oktober 2007 in den USA veröffentlicht. Die erste Single So Small erschien Ende Juli. Für Carnival Ride hat Underwood mehr eigene Songs geschrieben als für ihr Debütalbum Some Hearts und wurde auch von Songwritern wie Hillary Lindsey, Craig Wiseman, Rivers Rutherford und Gordie Sampson unterstützt. Das Album wurde im Dezember 2007 mit Doppel-Platin ausgezeichnet.

### 2009 bis 2012:Play Onund Super Bowl
Ihr drittes Album Play On wurde in den USA im November 2009 veröffentlicht. Die erste Single Cowboy Casanova wurde von Underwood, Brett Hames und Hip-Hop-Produzent Mike Elizondo geschrieben. Underwood sang im Februar 2010 zur Eröffnung des Super Bowl XLIV im SunLife Stadium der Miami Dolphins die US-amerikanische Nationalhymne. Auf dem Album Music from Another Dimension der US-amerikanischen Band Aerosmith sang sie Can’t Stop Lovin’ You als Duettpartnerin.
Am 20. Januar 2025 sang Underwood bei der Vereidigungszeremonie der zweiten Amtseinführung von Donald Trump das Lied America the Beautiful. Der Auftritt war von technischen Problemen geprägt, die Underwood zwangen, a cappella zu singen.

## Privatleben
Im August 2007 ging Underwood eine Beziehung mit dem Gossip-Girl-Seriendarsteller Chace Crawford ein; die beiden beendeten ihre Beziehung im Sommer 2008. Seit Oktober 2008 ist sie mit Mike Fisher, dem ehemaligen Kapitän der Eishockeymannschaft Nashville Predators, liiert. Laut einem Interview des People Magazine lernten sie sich auf einem Konzert in Toronto über gemeinsame Freunde kennen. Sie heirateten 2010. Im Februar 2015 kam ihr gemeinsamer Sohn zur Welt.
Carrie Underwood ist seit ihrem 14. Lebensjahr Vegetarierin und wurde 2007 zu PETAs World’s Sexiest Vegetarian gewählt. Nach eigener Aussage ist sie seit 2011 Veganerin.

## Auszeichnungen
- Billboard Music Awards
  - 2005: Top-Selling Hot 100 Song of the Year (Inside Your Heaven / Independence Day)
  - 2005: Country Single Sales Artist of the Year
  - 2005: Top-Selling Country Single of the Year (Inside Your Heaven / Independence Day)

- Grammy Awards:[7] 7-fache-Preisträgerin, weitere Grammys gab es für drei ihrer Lieder
  - 2007 erhielt Underwood zwei Grammys in den Kategorien Best New Artist und Best Female Vocal Performance für Jesus Take the Wheel. Zudem wurde das Lied als Bester Countrysong ausgezeichnet und als Song des Jahres nominiert. Es war das erste Mal, dass ein American-Idol-Gewinner für den Grammy in der Kategorie Best New Artist nominiert wurde.
  - 2008 erhielt Underwood den Grammys in der Kategorie Beste weibliche Gesangsdarbietung – Country (Best Female Country Vocal Performance) für Before He Cheats. Erneut gewann das Lied auch die Kategorie Bester Countrysong (Best Country Song) und war als Song des Jahres nominiert. Eine weitere Nominierung gab es für das Duett Oh Love mit Brad Paisley.
  - 2009 konnte Underwood zum dritten Mal in Folge den Grammy in der Kategorie Best Female Country Vocal Performance entgegennehmen, diesmal für den Song Last Name. Ever Ever After aus dem Soundtrack von Enchanted wurde als bester Filmsong nominiert.
  - 2010 gewann sie mit dem Duett I Told You So mit Randy Travis den Grammy für die beste Country Collaboration. In der Kategorie „Best Female Country Vocal Performance“ war sie mit Just a Dream nominiert, konnte aber diesmal nicht gewinnen.
  - 2011 blieb es bei der Nominierung von Temporary Home in der Kategorie Best Female Country Vocal Performance.
  - 2012 war sie mit Mama’s Song für die nicht nach Geschlechtern getrennte Kategorie Best Country Solo Performance nominiert.
  - 2013 brachte Blown Away einen weiteren Grammy für die beste Country-Solodarbietung und war Countrysong des Jahres.
  - 2015 folgte der Grammy für die beste Country-Solodarbietung für den Song Something in the Water. Das Duett Somethin’ Bad mit Miranda Lambert war in der entsprechenden Kategorie für Duo oder Gruppe nominiert.
  - 2016 war ihre Darbietung von Little Toy Guns in der Kategorie Beste Country-Solodarbietung nominiert.

- CMA-Awards:[8] von 2006 bis 2008 wurde Underwood dreimal in Folge als Sängerin des Jahres ausgezeichnet. 2006 gewann sie außerdem den „Horizon Award“, Before He Cheats war 2007 Single des Jahres.

- American Music Awards:[9] 9-fache-Preisträgerin, darunter „Breakthrough Artist“ 2006 und dreimal Country-Sängerin des Jahres (2007, 2014, 2015).

- 2008 wurde Underwood zum Mitglied der Grand Ole Opry ernannt.[10]

- 2009 wurde sie in die Oklahoma Music Hall of Fame aufgenommen.[11]

- 2009 veröffentlichte das Forbes Magazine eine Analyse der Einnahmen aller American-Idol-Teilnehmer für den Zeitraum Juni 2008 bis Mai 2009. Underwood schnitt dabei mit 14 Millionen US-Dollar am erfolgreichsten ab.[12]
- Am 20. September 2018 wurde sie mit dem 2646. Stern auf dem Hollywood Walk of Fame geehrt.[13]

## Diskografie

### Studioalben
| Jahr | Titel               | Höchstplatzierung, Gesamtwochen, AuszeichnungChartplatzierungen (Jahr, Titel, Platzierungen, Wochen, Auszeichnungen, Anmerkungen) | Höchstplatzierung, Gesamtwochen, AuszeichnungChartplatzierungen (Jahr, Titel, Platzierungen, Wochen, Auszeichnungen, Anmerkungen) | Höchstplatzierung, Gesamtwochen, AuszeichnungChartplatzierungen (Jahr, Titel, Platzierungen, Wochen, Auszeichnungen, Anmerkungen) | Höchstplatzierung, Gesamtwochen, AuszeichnungChartplatzierungen (Jahr, Titel, Platzierungen, Wochen, Auszeichnungen, Anmerkungen) | Anmerkungen                              |
| Jahr | Titel               | CH | UK | US | Country | Anmerkungen                              |
| ---- | ------------------- | --- | --- | --- | --- | ---------------------------------------- |
| 2005 | Some Hearts         | — | — | US2 ×9Neunfachplatin · (157 Wo.)US                                                                                                | Country1 (137 Wo.)Country | Erstveröffentlichung: 15. November 2005  |
| 2007 | Carnival Ride       | — | — | US1 ×4Vierfachplatin · (101 Wo.)US                                                                                                | Country1 (96 Wo.)Country | Erstveröffentlichung: 23. Oktober 2007   |
| 2009 | Play On             | — | UK93 (1 Wo.)UK | US1 ×3Dreifachplatin · (77 Wo.)US                                                                                                 | Country1 (79 Wo.)Country | Erstveröffentlichung: 30. Oktober 2009   |
| 2012 | Blown Away          | — | UK11 Silber · (3 Wo.)UK | US1 ×3Dreifachplatin · (92 Wo.)US                                                                                                 | Country1 (78 Wo.)Country | Erstveröffentlichung: 1. Mai 2012        |
| 2015 | Storyteller         | CH38 (1 Wo.)CH | UK13 Silber · (8 Wo.)UK | US2 Platin · (72 Wo.)US | Country1 (83 Wo.)Country | Erstveröffentlichung: 23. Oktober 2015   |
| 2018 | Cry Pretty          | CH36 (2 Wo.)CH | UK16 (1 Wo.)UK | US1 Platin · (42 Wo.)US | Country1 (85 Wo.)Country | Erstveröffentlichung: 14. September 2018 |
| 2020 | My Gift             | — | — | US5 Gold · (32 Wo.)US | Country1 (33 Wo.)Country | Erstveröffentlichung: 25. September 2020 |
| 2021 | My Savior           | — | — | US4 (9 Wo.)US | Country1 (18 Wo.)Country | Erstveröffentlichung: 26. März 2021      |
| 2022 | Denim & Rhinestones | — | — | US10 (4 Wo.)US | Country2 (10 Wo.)Country | Erstveröffentlichung: 10. Juni 2022      |

### Kompilationen
| Jahr | Titel                    | Höchstplatzierung, Gesamtwochen, AuszeichnungChartplatzierungen (Jahr, Titel, Platzierungen, Wochen, Auszeichnungen, Anmerkungen) | Höchstplatzierung, Gesamtwochen, AuszeichnungChartplatzierungen (Jahr, Titel, Platzierungen, Wochen, Auszeichnungen, Anmerkungen) | Höchstplatzierung, Gesamtwochen, AuszeichnungChartplatzierungen (Jahr, Titel, Platzierungen, Wochen, Auszeichnungen, Anmerkungen) | Anmerkungen                            |
| Jahr | Titel                    | UK | US | Country | Anmerkungen                            |
| ---- | ------------------------ | --- | --- | --- | -------------------------------------- |
| 2014 | Greatest Hits: Decade #1 | UK— SilberUK | US4 Platin · (145 Wo.)US | Country1 (385 Wo.)Country | Erstveröffentlichung: 9. Dezember 2014 |

### Singles als Leadmusikerin
| Jahr | Titel Album                                                   | Höchstplatzierung, Gesamtwochen, AuszeichnungChartplatzierungen (Jahr, Titel, Album, Platzierungen, Wochen, Auszeichnungen, Anmerkungen) | Höchstplatzierung, Gesamtwochen, AuszeichnungChartplatzierungen (Jahr, Titel, Album, Platzierungen, Wochen, Auszeichnungen, Anmerkungen) | Höchstplatzierung, Gesamtwochen, AuszeichnungChartplatzierungen (Jahr, Titel, Album, Platzierungen, Wochen, Auszeichnungen, Anmerkungen) | Anmerkungen |
| Jahr | Titel Album                                                   | UK | US | Country | Anmerkungen |
| --- | ------------------------------------------------------------- | --- | --- | --- | --- |
| 2005 | Inside Your Heaven –                                          | — | US1 Gold (Physisch) + Gold (Digital) · (12 Wo.)US                                                                                        | Country52 (12 Wo.)Country | Erstveröffentlichung: 14. Juni 2005                                                                                |
| 2005 | Jesus, Take the Wheel Some Hearts                             | — | US20 ×3Platin (Mastertone) + Dreifachplatin · (24 Wo.)US                                                                                 | Country1 (23 Wo.)Country | Erstveröffentlichung: 3. Oktober 2005                                                                              |
| 2006 | Don’t Forget to Remember Me Some Hearts                       | UK— ×2DoppelplatinUK | US49 Gold · (17 Wo.)US | Country2 (27 Wo.)Country | Erstveröffentlichung: 13. März 2006                                                                                |
| 2006 | Before He Cheats Some Hearts                                  | — | US8 ×7Platin (Mastertone) + Siebenfachplatin · (64 Wo.)US                                                                                | Country1 (46 Wo.)Country | Erstveröffentlichung: 19. August 2006                                                                              |
| 2007 | Wasted Some Hearts                                            | — | US37 Platin · (20 Wo.)US | Country1 (25 Wo.)Country | Erstveröffentlichung: 6. Februar 2007                                                                              |
| 2007 | I’ll Stand by You Idols Give Back 2007                        | — | US6 (5 Wo.)US | Country41 (19 Wo.)Country | Erstveröffentlichung: 24. April 2007 Charity Single                                                                |
| 2007 | So Small Carnival Ride                                        | — | US17 Platin · (20 Wo.)US | Country1 (20 Wo.)Country | Erstveröffentlichung: 28. August 2007                                                                              |
| 2007 | All-American Girl Carnival Ride                               | — | US27 ×2Doppelplatin · (20 Wo.)US | Country1 (20 Wo.)Country | Erstveröffentlichung: 18. Dezember 2007                                                                            |
| 2008 | Last Name Carnival Ride                                       | — | US19 Platin · (20 Wo.)US | Country1 (20 Wo.)Country | Erstveröffentlichung: 8. April 2008                                                                                |
| 2008 | Praying for Time Idols Give Back 2008                         | — | US27 (2 Wo.)US | — | Erstveröffentlichung: 9. April 2008 Charity-Single                                                                 |
| 2008 | Just a Dream Carnival Ride                                    | — | US29 ×2Doppelplatin · (20 Wo.)US | Country1 (20 Wo.)Country | Erstveröffentlichung: 21. Juli 2008                                                                                |
| 2009 | I Told You So Carnival Ride                                   | — | US9 Platin · (18 Wo.)US | Country2 (19 Wo.)Country | Erstveröffentlichung: 2. Februar 2009 feat. Randy Travis                                                           |
| 2009 | Home Sweet Home Play On (Deluxe Edition)                      | — | US21 (3 Wo.)US | Country52 (3 Wo.)Country | Erstveröffentlichung: 10. März 2009 Promo-Single; Original: Mötley Crüe                                            |
| 2009 | Cowboy Casanova Play On                                       | — | US11 ×3Dreifachplatin · (20 Wo.)US | Country1 (14 Wo.)Country | Erstveröffentlichung: 14. September 2009                                                                           |
| 2009 | Temporary Home Play On                                        | — | US41 Platin · (20 Wo.)US | Country1 (20 Wo.)Country | Erstveröffentlichung: 14. Dezember 2009                                                                            |
| 2010 | Undo It Play On                                               | — | US23 ×2Doppelplatin · (20 Wo.)US | Country1 (18 Wo.)Country | Erstveröffentlichung: 24. Mai 2011                                                                                 |
| 2010 | Mama’s Song Play On                                           | — | US56 Platin · (19 Wo.)US | Country2 (23 Wo.)Country | Erstveröffentlichung: 13. September 2011                                                                           |
| 2012 | Good Girl Blown Away                                          | — | US18 ×3Dreifachplatin · (20 Wo.)US | Country1 (17 Wo.)Country | Erstveröffentlichung: 23. Februar 2012                                                                             |
| 2012 | Blown Away                                                    | — | US20 ×4Vierfachplatin · (22 Wo.)US | Country2 (39 Wo.)Country | Erstveröffentlichung: 9. Juli 2012                                                                                 |
| 2012 | Two Black Cadillacs Blown Away                                | — | US41 Platin · (20 Wo.)US | Country4 (24 Wo.)Country | Erstveröffentlichung: 18. November 2012                                                                            |
| 2013 | See You Again Blown Away                                      | — | US34 Platin · (20 Wo.)US | Country7 (23 Wo.)Country | Erstveröffentlichung: 15. April 2013                                                                               |
| 2014 | Keep Us Safe –                                                | — | — | Country36 (1 Wo.)Country | Erstveröffentlichung: 19. Mai 2014 Livesingle aus der CBS-Sendung "ACM Presents: An All-Star Salute to the Troops" |
| 2014 | Something in the Water Greatest Hits: Decade #1               | — | US24 Platin · (20 Wo.)US | Country1 (24 Wo.)Country | Erstveröffentlichung: 29. September 2014                                                                           |
| 2015 | Little Toy Guns Greatest Hits: Decade #1                      | — | US47 Platin · (18 Wo.)US | Country6 (26 Wo.)Country | Erstveröffentlichung: 16. Februar 2015                                                                             |
| 2015 | Smoke Break Storyteller                                       | — | US43 Platin · (19 Wo.)US | Country4 (21 Wo.)Country | Erstveröffentlichung: 21. August 2015                                                                              |
| 2015 | Heartbeat Storyteller                                         | — | US42 Platin · (14 Wo.)US | Country2 (26 Wo.)Country | Erstveröffentlichung: 30. November 2015                                                                            |
| 2015 | Renegade Runaway Storyteller                                  | — | — | Country34 (2 Wo.)Country | Erstveröffentlichung: 16. Oktober 2015 Promo-Single                                                                |
| 2015 | What I Never Knew I Always Wanted Storyteller                 | — | — | Country32 (2 Wo.)Country | Erstveröffentlichung: 19. Oktober 2015 Promo-Single                                                                |
| 2016 | Church Bells Storyteller                                      | — | US43 ×2Doppelplatin · (17 Wo.)US | Country2 (26 Wo.)Country | Erstveröffentlichung: 11. April 2016                                                                               |
| 2016 | Dirty Laundry Storyteller                                     | — | US48 Platin · (16 Wo.)US | Country3 (26 Wo.)Country | Erstveröffentlichung: 5. September 2016                                                                            |
| 2018 | The Champion Cry Pretty                                       | — | US47 ×2Doppelplatin · (3 Wo.)US | — | Erstveröffentlichung: 12. Januar 2018 feat. Ludacris; Promo-Single                                                 |
| 2018 | Cry Pretty                                                    | — | US48 Platin · (12 Wo.)US | Country5 (20 Wo.)Country | Erstveröffentlichung: 11. April 2018                                                                               |
| 2018 | Love Wins Cry Pretty                                          | — | US83 Gold · (10 Wo.)US | Country14 (33 Wo.)Country | Erstveröffentlichung: 31. August 2018                                                                              |
| 2018 | End Up With You Cry Pretty                                    | — | — | Country37 (2 Wo.)Country | Erstveröffentlichung: 7. September 2018 Promo-Single                                                               |
| 2019 | Southbound Cry Pretty                                         | — | US64 Platin · (13 Wo.)US | Country11 (23 Wo.)Country | Erstveröffentlichung: 29. April 2019                                                                               |
| 2019 | Drinking Alone Cry Pretty                                     | — | US74 Gold · (7 Wo.)US | Country17 (26 Wo.)Country | Erstveröffentlichung: 4. November 2019                                                                             |
| 2021 | If I Didn’t Love You Macon, Georgia                           | — | US15 Platin · (25 Wo.)US | Country2 (35 Wo.)Country | Erstveröffentlichung: 23. Juli 2021 mit Jason Aldean                                                               |
| 2022 | Ghost Story Denim & Rhinestones                               | — | US61 Gold · (20 Wo.)US | Country12 (28 Wo.)Country | Erstveröffentlichung: 18. März 2022                                                                                |
| 2023 | Out of That Truck Denim & Rhinestones (Deluxe Edition)        | — | — | Country38 (15 Wo.)Country | Erstveröffentlichung: 5. Juni 2023                                                                                 |
| 2024 | I’m Gonna Love You –                                          | — | US37 (26 Wo.)US | Country7 (26 Wo.)Country | Erstveröffentlichung: 27. September 2024 mit Cody Johnson                                                          |
| Folgende Lieder erschienen nicht als Single, wurden aber durch das Album zum Download und Streaming bereitgestellt und konnten somit eine Platzierung erlangen: |                                                               | | | | |
| |                                                               | | | | |
| 2005 | Bless the Broken Road –                                       | — | — | Country50 (1 Wo.)Country | mit Rascal Flatts                                                                                                  |
| 2007 | Do You Hear What I Hear Hear Something Country Christmas 2007 | — | US90 (1 Wo.)US | Country27 (6 Wo.)Country | |
| 2008 | I’ll Be Home for Christmas Christmas Duets                    | — | — | Country54 (5 Wo.)Country | mit Elvis Presley                                                                                                  |
| 2008 | Hark! The Herald Angels Sing Carnival Ride: Holiday Edition   | — | — | Country41 (3 Wo.)Country | |
| 2009 | O Holy Night Carnival Ride: Holiday Edition                   | — | — | Country39 (1 Wo.)Country | |
| 2009 | The First Noel Carnival Ride: Holiday Edition                 | — | — | Country50 (1 Wo.)Country | |
| 2009 | What Child Is This? Carnival Ride: Holiday Edition            | — | — | Country51 (1 Wo.)Country | |
| 2009 | The More Boys I Meet Carnival Ride                            | — | — | Country45 (15 Wo.)Country | |
| 2011 | Songs Like This Play On                                       | — | — | Country38 (14 Wo.)Country | |
| 2014 | I Know You Won’t Carnival Ride                                | UK94 (1 Wo.)UK | — | — | |
| 2015 | The Girl You Think I Am Storyteller                           | — | — | Country38 (1 Wo.)Country | |
| 2015 | Like I’ll Never Love You Again Storyteller                    | — | — | Country39 (1 Wo.)Country | |
| 2015 | Relapse Storyteller                                           | — | — | Country48 (1 Wo.)Country | |
| 2020 | Hallelujah My Gift                                            | — | US54 (3 Wo.)US | Country3 (6 Wo.)Country | mit John Legend |
| 2020 | Favorite Time of Year My Gift                                 | UK63 (5 Wo.)UK | US62 (4 Wo.)US | Country5 (6 Wo.)Country | |
| 2020 | Silent Night My Gift                                          | — | US94 (2 Wo.)US | Country18 (6 Wo.)Country | |
| 2020 | Little Drummer Boy My Gift                                    | — | — | Country44 (1 Wo.)Country | feat. Isaiah Fisher                                                                                                |

### Singles als Gastmusikerin
| Jahr | Titel Album                     | Höchstplatzierung, Gesamtwochen, AuszeichnungChartplatzierungen (Jahr, Titel, Album, Platzierungen, Wochen, Auszeichnungen, Anmerkungen) | Höchstplatzierung, Gesamtwochen, AuszeichnungChartplatzierungen (Jahr, Titel, Album, Platzierungen, Wochen, Auszeichnungen, Anmerkungen) | Anmerkungen                                                                            |
| Jahr | Titel Album                     | US | Country | Anmerkungen                                                                            |
| ---- | ------------------------------- | --- | --- | -------------------------------------------------------------------------------------- |
| 2011 | Remind Me This Is Country Music | US17 ×2Doppelplatin · (20 Wo.)US | Country1 (18 Wo.)Country | Erstveröffentlichung: 23. Mai 2011 Brad Paisley feat. Carrie Underwood                 |
| 2014 | Somethin’ Bad Platinum          | US19 ×2Doppelplatin · (20 Wo.)US | Country1 (25 Wo.)Country | Erstveröffentlichung: 19. Mai 2014 Miranda Lambert feat. Carrie Underwood              |
| 2016 | Forever Country –               | US21 Gold · (4 Wo.)US | Country1 (18 Wo.)Country | Erstveröffentlichung: 16. September 2016 als Teil von „Artists of Then, Now & Forever“ |
| 2017 | The Fighter Ripcord             | US38 ×3Dreifachplatin · (23 Wo.)US | Country2 (33 Wo.)Country | Erstveröffentlichung: 6. Februar 2017 Keith Urban feat. Carrie Underwood               |

### Videoalben
- 2012: The Blown Away Tour (US: Gold)

## Auszeichnungen für Musikverkäufe
| Goldene Schallplatte - Australien - 2012: für das Album Play On - 2016: für das Album Blown Away - 2016: für das Album Some Hearts - Dänemark - 2025: für die Single Before He Cheats - Kanada - 2007: für die Single Jesus, Take the Wheel - 2007: für den Ringtone Before He Cheats - 2010: für die Single Cowboy Casanova - Neuseeland - 2022: für das Album Some Hearts - Vereinigte Staaten - 2020: für die Single How Great Thou Art Platin-Schallplatte - Kanada - 2007: für die Single Before He Cheats - 2010: für das Album Play On - 2012: für das Album Blown Away - 2012: für die Single Good Girl - 2012: für die Single Blown Away - 2017: für die Single The Fighter - 2019: für das Album Cry Pretty | 2× Platin-Schallplatte - Kanada - 2005: für die Single Inside Your Heaven 3× Platin-Schallplatte - Kanada - 2007: für das Album Some Hearts - Neuseeland - 2024: für die Single Before He Cheats 4× Platin-Schallplatte - Australien - 2023: für die Single The Fighter |

Anmerkung: Auszeichnungen in Ländern aus den Charttabellen bzw. Chartboxen sind in ebendiesen zu finden.
| Land/RegionAuszeichnungen für Musikverkäufe (Land/Region, Auszeichnungen, Verkäufe, Quellen) | Silber     | Gold       | Platin       | Verkäufe   | Quellen              |
| -------------------------------------------------------------------------------------------- | ---------- | ---------- | ------------ | ---------- | -------------------- |
| Australien (ARIA)                                                                            | —          | 3× Gold3   | 4× Platin4   | 385.000    | aria.com.au          |
| Dänemark (IFPI)                                                                              | —          | Gold1      | —            | 45.000     | ifpi.dk              |
| Kanada (MC)                                                                                  | —          | 3× Gold3   | 12× Platin12 | 910.000    | musiccanada.com      |
| Neuseeland (RMNZ)                                                                            | —          | Gold1      | 3× Platin3   | 97.500     | radioscope.co.nz NZ2 |
| Vereinigte Staaten (RIAA)                                                                    | —          | 10× Gold10 | 77× Platin77 | 81.550.000 | riaa.com             |
| Vereinigtes Königreich (BPI)                                                                 | 3× Silber3 | —          | 2× Platin2   | 1.380.000  | bpi.co.uk            |
| Insgesamt                                                                                    | 3× Silber3 | 18× Gold18 | 98× Platin98 |            |                      |

## Filmografie (Auswahl)
- 2005: American Idol (Fernsehsendung, Staffel 4)
- 2010: How I Met Your Mother (Fernsehserie, Episode 5x16)
- 2011: Blue Bloods – Crime Scene New York (Blue Bloods, Fernsehserie, Episode 2x01, mit Tony Bennett)
- 2011: Soul Surfer
- 2013: The Sound of Music Live! (Fernsehfilm)
- 2021: Cobra Kai (Fernsehsendung, Staffel 4, Episode 9)